# Bob Thornton (cestista)
Robert George Thornton, detto Bob (Los Angeles, 10 luglio 1962), è un ex cestista e allenatore di pallacanestro statunitense, professionista nella NBA, in Spagna e in Italia.

## Carriera
Venne selezionato dai New York Knicks al quarto giro del Draft NBA 1984 (87ª scelta assoluta).